# Toshitsugu Takamatsu
Toshitsugu Takamatsu ( 高松 寿嗣 Takamatsu Toshitsugu?) s-a născut pe 10 martie 1889 (anul 23 al erei Meiji) în Akashi, prefectura Hyogo, Japonia și a murit la 2 aprilie 1972. A fost un maestru al artelor marțiale care a predat și a format mulți maeștri din generațiile următoare în diferitele tradiții ale artelor marțiale.

## Biografie
Toshitsugu (Chosui) Takamatsu, de asemenea cunoscut sub numele de Moko nu Tora (Tigru Mongolez), a fost un Sensei, un profesor de arte marțiale. Takamatsu Sensei a avut mulți studenți, dintre care, moștenitorul lui adevărat a devenit Masaaki Hatsumi, care a fondat sistemul Bujinkan și arta sa de Bujinkan Budo Taijutsu. Masaaki Hatsumi încă trăiește și locuiește în Noda-shi, în Prefectura Chiba. El a numit dojo-ul lui după profesorul său, Takamatsu Sensei care a crezut a fi divin. Takamatsu a murit în 1972 de boală.

## Viața personală
El a fost căsătorit cu Tane Uno, care s-a născut la 28 iunie 1897 și care a murit la 4 februarie 1991. Cei doi au adoptat o fată pe nume Yoshiko. Tatăl său (Takamatsu Gishin Yasaburo) deținea o fabrică de chibrituri și a primit titlul de Dai-Ajari (Master) în Kumano Shugendo (un tip de budism Shingon). Dojo-ul lui a fost numit „Sakushin” (Duhul Cultivat).